# KAMOがネギをしょってくるッ!!!
KAMOがネギをしょってくるッ!!!（カモがネギをしょってくるッ!!!）は、日本の7人組女性アイドルグループ。通称カモネギ。
2019年までアクセルグロー株式会社にて活動し活動を休止。2024年よりOlive entertainmentに運営を移管し、再始動。
「ドキドキやまないビビッ!!!とアイドル、女の子たちのエネルギッシュな可愛さを発信していくアイドルグループ」をコンセプトに活動。

## 概要
2016年8月1日にインターネット上で発表、8月14日に新宿SUNFACEで開催された主催＆1stワンマンライブでデビューした。デビュー曲は「ポッピンドッツパケパケ」。
デビュー時点でのコンセプトは「原宿に集うJC・JKのエネルギッシュな可愛さを、KAWAIIカルチャーとして発信していく現役JK3人組グループ。エネルギッシュでビビッ!!!と（ビビット）な世界観に、ドキドキ（興奮）がとまらないッ!!!」。
立ち上げ時の所属事務所は、当時早稲田大学法学部4年生であった岩崎佑生（現サイバーエージェント FRESH LIVE コンテンツプロデューサー）が立ち上げた、学生のみで運営する芸能＆クリエイティブ事務所「かわいんふる」。
メンバーは岩崎が竹下通りで実施したスカウトによって集められた。
グループの由来は、ことわざの鴨が葱を背負って来る。良いことが重なり、ますます楽しい・美味しいにつながるという意を込め、岩崎によって名付けられた。また、ファンのことを総じて「狩人」と呼ぶ。
2024年、アクセルグロー株式会社からオリーブエンターテイメント合同会社(Olive entertainment)に運営を移管し、再始動。同事務所には既に「蛍」、「思い出とプレゼント」が所属している。

## メンバー

### 現メンバー
| 名前       | よみ            | 愛称       | メンバーカラー   | 生年月日              | 出身   | 加入期 | 備考                                                            |
| ---------- | --------------- | ---------- | ---------------- | --------------------- | ------ | ------ | --------------------------------------------------------------- |
| 向葵ゆず   | あおい ゆず     | ゆずなす   | ビビッドレッド   | 2001年5月17日（23歳） | 千葉県 | 5期    | 2024年9月17日加入。「キミの視線は誰にもゆずらないッ!!!」        |
| 恋瀬 むい  | このせ むい     | むいむい   | ビビットピンク   | ????年6月13日         |        | 5期    | 2024年9月17日加入。「むいにむちゅーにさせちゃいますッ!!!」      |
| 宮坂まいこ | みやさか まいこ | まいぴょん | ビビットパープル | 2000年4月7日（24歳）  | 埼玉県 | 5期    | 2024年9月17日加入。「音楽だいすきッ!!!ゆるふわマイペースッ!!!」 |
| 渚まり     | なぎさ まり     | まりぷう   | ビビットイエロー | ????年10月3日         | 山形県 | 5期    | 2024年9月17日加入。「KAMOネギでいちばん小さいッ!!!」            |
| 橙叶れいな | とうか れいな   | れいにゃん | ビビットオレンジ | ????年1月5日          |        | 5期    | 2024年9月17日加入。「一緒にでっかい山目指していこうッ!!!」      |
| 七々みなみ | なな みなみ     | みなみーむ | ビビットブルー   | 2006年7月4日（18歳）  |        | 5期    | 2024年9月17日加入。「最年少高校3年生18歳ッ!!!」                 |
| 若葉ももか | わかば ももか   | ももちょ   | ビビットミント   | ????年9月25日         |        | 5期    | 2024年9月17日加入。「KAMOネギ愛は誰にも負けないッ!!!」          |

### 過去の所属メンバー
| 名前       | よみ            | 愛称         | 旧メンバーカラー | メンバーカラー   | 生年月日              | 出身   | 加入期 | 備考                                                                                   |
| ---------- | --------------- | ------------ | ---------------- | ---------------- | --------------------- | ------ | ------ | -------------------------------------------------------------------------------------- |
| 夏目ゆりか | なつめ ゆりか   | ゆりちぇい   | ビビットイエロー |                  | 2000年1月4日（25歳）  | 埼玉県 | 1期    | 2018年5月24日卒業。                                                                    |
| 八雲ゆり   | やくも ゆり     | ゆりぴす     | ビビットパープル | ピンク           | 1999年4月22日（25歳） | 埼玉県 | 1期    | 2018年11月4日卒業。                                                                    |
| 雨音まゆ   | あまね まゆ     | まゆぷりん   | ビビットピンク   |                  | 2000年11月9日（24歳） | 埼玉県 | 1期    | 2018年2月14日活動終了。                                                                |
| 蒼井はるな | あおい はるな   | はるちる     | ビビットブルー   | ブルー           | 1999年9月23日（25歳） | 埼玉県 | 2期    | 2018年11月4日卒業。                                                                    |
| 柊はな     | ひいらぎ はな   | はにゃん     | ビビットミント   | イエロー         | 2000年1月27日（25歳） | 埼玉県 | 2期    | 2018年11月4日卒業。卒業後はタイトル未定の阿部葉菜として活動。                          |
| 朝日みゆ   | あさひ みゆ     | みゆゆん     |                  | オレンジ         | 1998年6月1日（26歳）  | ハワイ | -期    | 2018年5月10日契約解除により脱退。                                                      |
| 樋口さや   | ひぐち さや     | さやぱん     |                  | レッド           | 2000年7月11日（24歳） | 東京都 | 3期    | 2018年11月4日卒業。                                                                    |
| 藤宮もな   | ふじみや もな   | もなちゅ     |                  | ライトブルー     | 1999年5月24日（25歳） | 埼玉県 | 3期    | 2019年2月13日卒業(脱退)。同年7月より煌めき☆アンフォレントに加入。                      |
| 日向ねる   | ひなた ねる     | ねるてぃん   |                  | ビビッドイエロー | ????年11月28日        |        | 4期    | 2019年3月9日加入、11月26日契約違反により脱退。                                         |
| 立花あみな | たちばな あみな | あみなろーる |                  | ビビッドレッド   | 1999年6月23日（25歳） |        | 4期    | 2019年3月9日加入、12月22日卒業。卒業後はアイテムはてるてるのみ！の清水芹奈として活動。 |
| 坂口ひより | さかぐち ひより | ひよぺち     |                  | ビビットブルー   | ????年12月31日        |        | 4期    | 2019年3月9日加入、12月22日卒業。                                                       |

## 略歴
- 2016年
  - 8月1日 - ネットデビュー、8月14日開催の主催＆1stワンマンライブ(新宿SUNFACE)でステージデビュー。
  - 8月15日 - 「『KAMOがネギをしょってくるッ!!!』デビュー記念、狩人募集プロジェクト！」としてクラウドファンディングを開始[4]。
  - 12月9日から12月11日にかけて、香港にて「Pajamas' night in Hong Kong～香港パジャマナイト～」、「Angels' fes. in Hong Kong」「「81moment × KAMOがネギをしょってくるッ!!! スペシャルツーマン」」他を開催[7]。
- 2017年
  - 1月14日 - タイのバンコクにてワンマンライブ「KAMONEGI!!LIVE IN BANGKOK」(Pridi Banomyong Institute)を開催。
  - 2月25日 - 新メンバーに蒼井はるな、柊はなを迎え、5人体制での活動をスタート[8]。
  - 7月8日 - 1stミニアルバム「KAMO」を発売。続いて8月5日に2ndミニアルバム「NEGI」を発売。
  - 11月19日 - 「KAMOがネギをしょってくるッ!!! 2ndワンマンライブ～ねえ神様、有名になりたい～」を白金高輪SELENE b2にて開催。このワンマンライブへ向けて、二度目のクラウドファンディング「もっと有名になりたい！KAMOネギの渋谷ジャック大作戦!!!」を敢行[9]。渋谷スクランブル交差点に面する、DHC Channel、Q's EYE、109フォーラムビジョン、グリコビジョンの4画面をジャックし、PR映像が放映された。
- 2018年
  - 2月14日 - 雨音まゆが体調不良を理由に活動終了。
  - 4月27日 - 「KAMOがネギをしょってくるッ!!!定期公演～八雲ゆり生誕～」にて新メンバー朝日みゆがステージデビュー。この公演より、全メンバーのイメージカラーが変更となった。
  - 5月10日 - 朝日が事務所への虚偽報告等による背信行為を理由に契約解除、脱退[10]。
  - 5月24日 - 「KAMOがネギをしょってくるッ!!!～夏目ゆりか卒業公演～」(恵比寿CreAto)をもって、夏目ゆりかが卒業。1期生は八雲ゆりのみとなった。
  - 6月1日 - 樋口さや、藤宮もなが加入。
  - 8月9日 - グループの一時活動休止、藤宮を除くメンバーの卒業を発表[11]。最初のコンセプトであった「全員がJKアイドルである」という看板がなくなったこと、各個人がそれぞれの進路に歩んでいくこと、デビューから二年という区切り、を理由にあげている。
  - 9月30日 - 台風24号の影響により、開催予定であった「KAMOがネギをしょってくるッ!!!～狩人さん、ありがとう～」が延期[12]。
  - 11月4日 - 「KAMOがネギをしょってくるッ!!!～狩人さん、ありがとう～」(恵比寿CreAto)にて、八雲、蒼井、柊、樋口の四名が卒業[13]。
  - 残る藤宮と共に活動するメンバーを「新体制メンバー募集～もなちゅ、ひとりぼっちになっちゃうんです（汗）～」として募集[14]。
- 2019年
  - 2月13日 - 新体制への準備期間中、藤宮より新体制での活動辞退の申し出があり、脱退となる[15][注釈 1]。
  - 3月9日 - シブヤテレビジョン主催「IDORISE!!FESTIVAL 2019」にて新メンバーとして立花あみな、日向ねる、坂口ひよりの三名が加入、新体制での活動開始[16]。
  - 11月5日 - 坂口ひよりが学業に専念する為、12月22日に卒業することを発表。
  - 11月26日 - 日向ねる自身の申し出により、契約違反が認められたとして、脱退[17]。
  - 12月1日 - 坂口の卒業により、メンバーが一人になることから、残る立花と相談を重ねた末、現体制での活動終了を発表。
  - 12月13日 - 立花は、グループ卒業後、「FreeK-Laboratory」へ円満移籍、「清水芹奈」として、『アイテムはてるてるのみ！』で活動することを発表した[6]。
  - 12月22日 - 『～KAMOがネギをしょってくるッ!!!立花あみな 坂口ひより 現体制 LAST LIVE～』を表参道GROUNDにて開催。以降グループは活動休止。

- 2024年
  - 7月6日 - 4年半の冬眠を経て、オーディションの開催を告知[18]。
  - 8月22日 - 全楽曲のサブスク配信開始。CD収録曲のみ以前からリリースされていたが、SoundCloud限定楽曲含め非公表だった音源が全て公開[19]。
  - 10月8日 - SHIBUYA VIDENTにて、「KAMOがネギをしょってくるッ!!! debut LIVE!!!」を開催。7人体制で再始動となる。

## ディスコグラフィー

### 配信楽曲
- Overture
- ポッピンドッツパケパケ
- ぱにゃにゃんだ、ふんばるんだ。
- なんか、ハエた。
- ちゅちゅネギッ!!!
- アイオライト
- Day! Day! Summer Party!!
- かむばっくる〜し～
- Yap!!
- らぶ・マワル・地球